# Gare de Bourgoin-Jallieu
Gare de Bourgoin-Jallieu – stacja kolejowa w Bourgoin-Jallieu, w departamencie Isère, w regionie Owernia-Rodan-Alpy, we Francji.
Jest stacją Société nationale des chemins de fer français (SNCF), obsługiwaną przez pociągi TER Rhône-Alpes.